# Led Zeppelin III
Led Zeppelin III is het derde studioalbum van de Engelse rockband Led Zeppelin. De opnames vonden plaats van november 1969 tot augustus 1970 in verschillende studio’s en werd in Nederland uitgebracht op 5 oktober 1970 door Atlantic Records. Het album stond in 1970 totaal 8 weken genoteerd in de Nederlandse Album Top 100 met als hoogste notering de 3e positie.
Het album was muzikaal gezien gevarieerder dan de twee voorgaande albums van de band door de aanwezigheid van door folkmuziek geïnspireerde nummers.
Naast de gebruikelijke hardrock nummers, zoals "Immigrant Song", bewees de band ook in staat te zijn om akoestische nummers als "Gallows Pole" en "That's the Way" te spelen. De meeste nummers zijn door de band zelf geschreven maar, net als op de voorgaande albums, werden ook twee bestaande nummers herschreven: "Gallows Pole" is gebaseerd op een opname uit 1962, van de Amerikaanse folkmuzikant Fred Gerlach. "Hats Off to (Roy) Harper" is gebaseerd op het nummer "Shake 'Em On Down" uit 1937, van de Amerikaanse deltabluesgitarist en -zanger Bukka White.

## Achtergrond

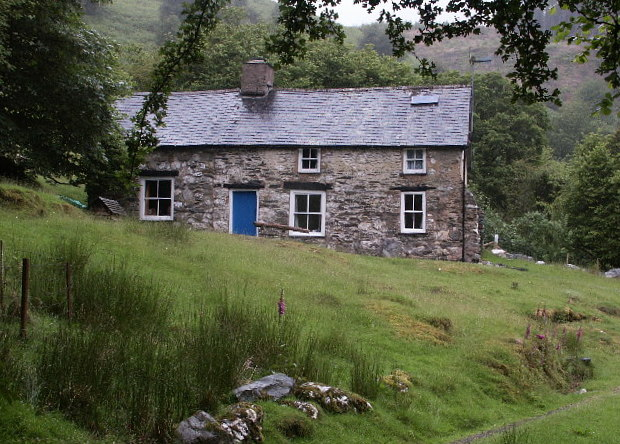
Bron-Yr-Aur cottage in Snowdonia, Wales.

In 1970 had Led Zeppelin in Groot-Brittannië en de Verenigde Staten commerciële successen geboekt met hun eerste twee albums, "Led Zeppelin" en "Led Zeppelin II". Omdat de opnames van Led Zeppelin II plaats hadden gevonden terwijl de band concerten in de VS en Canada afwerkte, werd aansluitend besloten om een pauze in te lassen. Zanger Robert Plant stelde aan gitarist Jimmy Page voor om zich samen terug te trekken in Bron-Yr-Aur, een 18e-eeuws cottage in Snowdonia in Wales. Plant kende het huis uit zijn jeugd vanwege vakanties met zijn familie.
Het huis beschikte door de afgelegen ligging niet over stromend water en elektriciteit, waardoor Page en Plant noodgedwongen enkel akoestische sessies konden houden. Page zei later dat de rust die Bron-Yr-Aur uitstraalde in sterk contrast stond met de uitputtende concertreeks van 1969 die de band achter de rug had. Deze rust had een sterke invloed op het soort materiaal dat geschreven werd.
Page:

In 1970 ging ik samen met Robert (Plant) naar Bron-Yr-Aur. De samenwerking tussen ons was altijd heel goed, we deden zelfs opnames terwijl we op tournee waren. Toen stelde Robert de cottage voor. Ik was nog nooit in dat gedeelte van Wales geweest. We namen onze gitaren mee en speelden wat los materiaal. Het prachtige landschap, de panoramische uitzichten en de gitaren... het spelen en schrijven ging gewoon vanzelf.

Plant:

Het was een geweldige plek. De naam, Bron-Yr-Aur, betekent "De Gouden Borst". Het ligt in een kleine vallei waar de zon altijd overheen beweegt. Het was een goed idee om daarheen te gaan. 

Page’s gitaarspel werd sterk beïnvloed door het werk van de folkgitaristen Davey Graham en Bert Jansch die regelmatig gebruik maakten van alternatieve gitaarstemmingen zoals D-A-d-g-a-d. Volgens Plant was de band ook bezig met een muzikale omslag en luisterden ze graag naar de muziek van de Amerikaanse gitarist John Fahey. Door een andere richting te kiezen wilde de band laten zien dat ze in staat waren om iedere gewenste muziekstijl te kunnen spelen.

## Opname en productie
De eerste opnamesessies voor het album vonden plaats in november 1969 in de Olympic Studio’s in Londen. Volgens een persbericht van manager Peter Grant was de band bezig met het opnemen van een single, maar dit werd later tegengesproken. Andere sessies vonden plaats tussen optredens door, waarna de band besloot een pauze in te lassen. Nadat Page en Plant klaar waren met het schrijven van nieuw materiaal in Bron-Yr-Aur, verzamelden zij zich samen met de andere twee bandleden, drummer John Bonham en bassist John Paul Jones, in het voormalige armenhuis Headley Grange in Headley om de nummers te oefenen. De landelijke omgeving rondom het huis zorgde voor een ontspannen sfeer tijdens de oefensessies en de band vond het aangenamer om hier aan de nummers te werken dan in een studio in de stad.

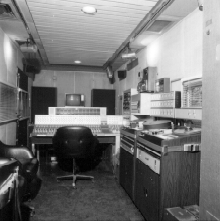
De “Rolling Stones Mobile Studio”.

Het album werd in mei en juni 1970 opgenomen in Headley Grange, waarbij gebruik gemaakt werd van de Rolling Stones Mobile Studio, en in de Olympic Studio’s. Daarna volgden nog opnames in de Basing Street Studio’s in Notting Hill, Londen. De eindmix- en montage van het album vond plaats in augustus 1970 in de Ardent Studio’s in Memphis in de VS tijdens de zesde concerttour van de band door de VS en Canada.
De productie was, net als op de voorgaande albums, in handen van Page. Andy Johns en Terry Manning waren verantwoordelijk voor de geluidstechniek. Page had Manning ontmoet in 1966 toen laatstgenoemde met zijn band Lawson and Four More, in het voorprogramma speelde van Page’s vorige band The Yardbirds. De twee hadden elkaar opnieuw ontmoet tijdens, door Manning bezochte, Led Zeppelin optredens in de VS. Dit bracht Page ertoe om hem te vragen als technicus voor het nieuwe album.

## Compositie
Led Zeppelin III staat symbool voor de muzikale verandering van de band. Van overwegend hardrock, naar een meer psychedelische folk/rock en akoestische stijl van spelen. Deze stijlen waren in mindere mate al aanwezig op de voorgaande albums, zoals in de nummers "Babe I'm Gonna Leave You" (Led Zeppelin, 1969) en "Ramble On" (Led Zeppelin II, 1969). Op Led Zeppelin III werd echter meer dan voorheen gebruik gemaakt van akoestische arrangementen en de band zou dat ook op latere albums blijven doen. Voor het eerst kregen Plant, Jones en Bonham, naast Page, meer invloed bij het componeren van het album en brachten de drie ideeën aan bij de totstandkoming van Led Zeppelin III. Plant schreef alle teksten, met uitzondering van het nummer "Tangerine".

## Later uitgebrachte nummers
Volgens Page waren er zestien nummers opgenomen voor de uitgave van het album. Zes daarvan werden op latere albums uitgegeven. Het nummer "Poor Tom" verscheen in 1982 op het album Coda, "Bron-Yr-Aur" in 1975 op het album Physical Graffiti, "Hey, Hey, What Can I Do" in 1970 als de B-kant van het op single uitgebrachte nummer "Immigrant Song" en in 1972 op het verzamelalbum The New Age of Atlantic. In 1990 verscheen het op het vierdelige verzamelalbum Led Zeppelin Boxset en in 1993 op de heruitgave van Coda. In 2015 verscheen "Hey, Hey, What Can I Do" ook nog op de heruitgave van de Deluxe CD-versie van Coda, samen met het nummer "St. Tristan's Sword". De nummers "Jennings Farm Blues" en "Key to the Highway/Trouble in Mind" verschenen in 2014 op de Deluxe CD-versie van Led Zeppelin III.

## Hoesontwerp
De uitklapbare platenhoes was een ontwerp van multimedia artiest Richard Drew, beter bekend onder zijn artiestennaam Zacron. Page had Zacron in 1963 ontmoet toen laatstgenoemde studeerde aan de kunstacademie van Kingston. Vervolgens studeerde hij af aan de koninklijke kunstacademie in Londen en kreeg hij een aanstelling als lector aan de kunstacademie van Leeds. Page vroeg hem om hulp bij het ontwerpen van de platenhoes voor het album en op 24 januari 1970 had Zacron een ontmoeting met de band tijdens een optreden dat ze gaven op de kunstacademie van Leeds. Na het optreden stemde hij ermee in om de hoes te ontwerpen. Later dat voorjaar ontmoette hij de bandleden afzonderlijk voor een fotosessie waarna hij van de beelden een fotocollage maakte.
De voor- en binnenzijde van de hoes bevatte een surrealistische verzameling van, meest aan de luchtvaart gerelateerde, afbeeldingen op een witte achtergrond.
Achter de voorzijde bevond zich een draaibare schijf met nog meer afbeeldingen waaronder die van de bandleden. Door aan de schijf te draaien verschenen via openingen aan de voorzijde, steeds andere beelden. Op de achterzijde stond een verzameling van de, volgens Zacron, beste foto’s van de fotosessies. De Franse uitgave had een afwijkende hoes met alleen foto’s van de vier bandleden.
Na de voltooiing van het ontwerp belde Page de kunstenaar op toen deze in New York was, om zijn tevredenheid uit te spreken over het resultaat. Page: “Ik vind het fantastisch”. Zacron zelf was minder tevreden, mede door de tijdsdruk waaronder hij had moeten werken.

## Album inscripties
De eerste uitgaven van het album op vinyl in 1970, waren op kant één en twee voorzien van inscripties. Op kant één stond de tekst, "Do What Thou Wilt", en op kant twee, "So Mote Be It". Jimmy Page en geluidstechnicus Terry Manning graveerden de teksten, die afkomstig waren van de Britse esotericus en schrijver Aleister Crowley, eigenhandig op de albums.
"So Mote Be It", is een uitdrukking die verband houdt met, onder andere, zwarte magie en heidendom, zaken waar Page zich in die jaren veelvuldig mee bezighield. Het betekent, "Let it be like this" ("Laat het zo zijn") of "It Should Be like this" ("Zo zou het moeten zijn"). Het zou gezegd worden aan het einde van een bepaald gebed.
"Do What Thou Wilt" ("Doe wat gij wilt"), is het begin van een spreuk die hoort bij een bepaalde filosofie van Crowley: "Doe wat gij wilt, zal de wet zijn. Liefde is de wet, liefde onder wil. Er is geen andere wet dan te doen wat gij wilt."
Page was een volger van Crowley's werk en hij had veel manuscripten en kunstwerken van Crowley in zijn bezit. In 1970 kocht Page het Boleskine House in het dorp Foyers aan de oostelijke oevers van het meer van Loch Ness in Schotland. Het huis was ooit in het bezit geweest van Crowley en Page dacht dat het een goede plek zou zijn om muziek te schrijven. Bij de volgende uitgaven van het album verdwenen de inscripties en daarom worden de specifieke albums met de inscripties als zeer zeldzaam beschouwd.

## Recensies
In de VS werden van het album bijna één miljoen exemplaren in de voorverkoop verkocht. Omdat het ontwerpen van de albumhoes meer tijd in beslag had genomen, kwam het album twee maanden later uit dan verwacht. In aanloop naar de verschijning plaatste de band in september 1970 een paginagrote advertentie in het Britse muziektijdschrift Melody Maker, met de tekst "Bedankt dat jullie ons de grootste band ter wereld hebben gemaakt".
Hoewel het vernieuwde geluid van de band goed werd ontvangen, werden de hardere nummers als "Immigrant Song" door de critici veroordeeld als "hersenloze herrie". In het Amerikaanse tijdschrift Rolling Stone werd het nummer "That’s the Way" door journalist Lester Bangs omschreven als "mooi en oprecht ontroerend", terwijl de hardere nummers het predicaat "grof en te veel op elkaar lijkend" kregen.
Anderen bekritiseerden het akoestische materiaal als imitatie van de muziek van de Amerikaans-Britse folkrockband Crosby, Stills, Nash & Young, hetgeen door Page werd tegengesproken omdat deze stijl ook op de twee voorgaande albums al voorkwam. De vele negatieve reacties op het album brachten Page ertoe om de volgende achttien maanden geen interviews meer te geven en het was ook een van de redenen dat de hoes van het volgende album (Led Zeppelin IV, 1971), geen enkele informatie bevatte. Hij was van mening dat de journalisten niet de tijd namen om naar het materiaal te luisteren en alleen maar op zoek waren naar de nieuwe "Whole Lotta Love", in plaats van het nieuwe materiaal op zijn eigen waarde te waarderen.

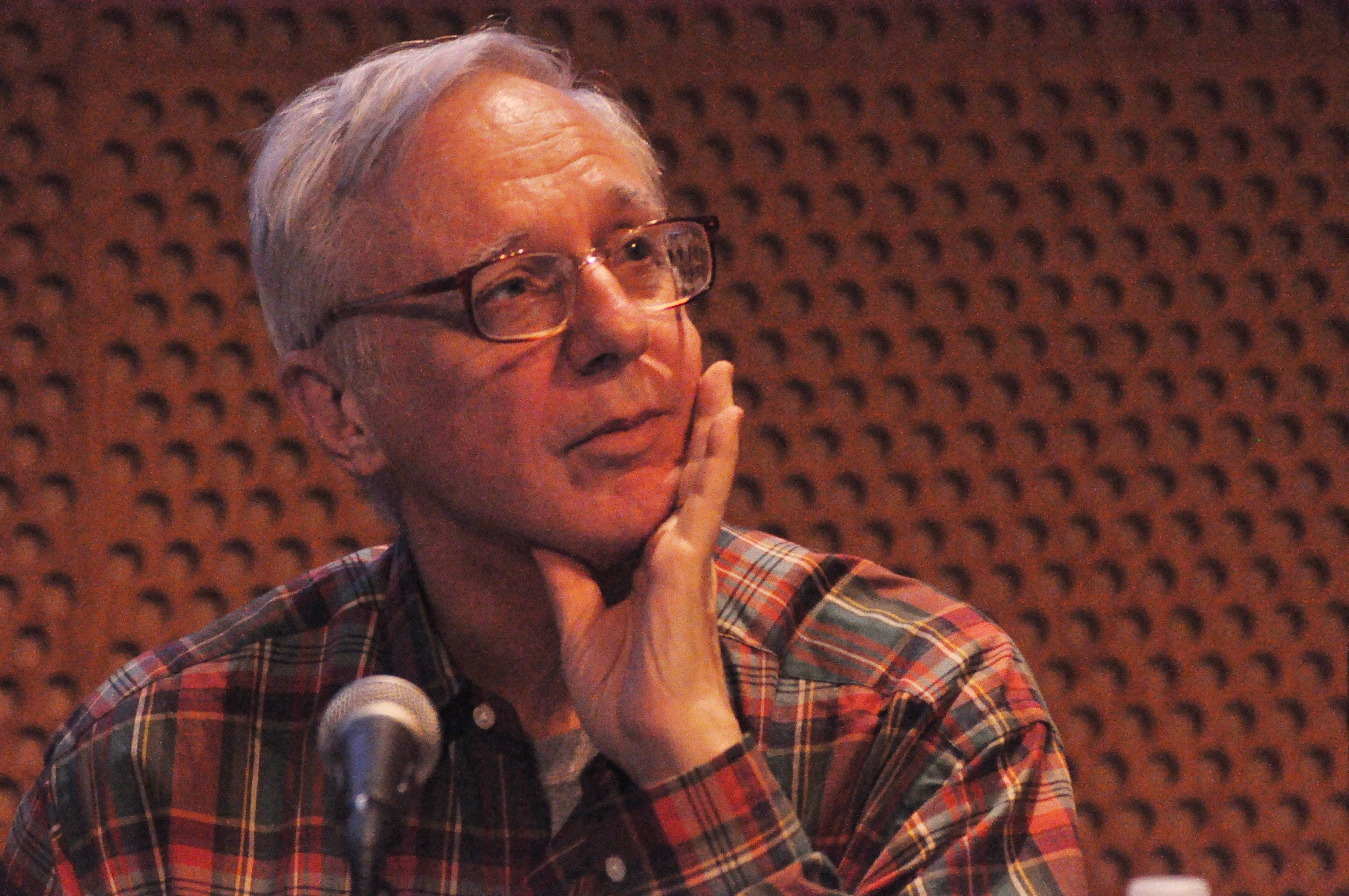
Robert Christgau bij de 2010 Pop Conference in Seattle, Washington.

Een positieve recensie kwam er van de Amerikaanse muziekjournalist Robert Christgau, die in januari 1971 in The Village Voice schreef:

Ik ben het in theorie altijd al eens geweest met Led Zep’s concept en nu heeft de band er eindelijk vorm aan gegeven. Het is verbazingwekkend om te beseffen dat de stem van Robert Plant dezelfde overheersende kracht kan overbrengen wanneer Page akoestisch speelt, en welk effect dat heeft op sommige gedeelten. Geen drumsolo’s. Klasse.

## Heruitgave 2014
Op 2 juni 2014 werd er een geremasterde versie uitgegeven van het album. De heruitgave verscheen in zes verschillende uitvoeringen: de standaard LP-editie, de standaard CD-editie, een Deluxe twee CD-editie, een Deluxe twee LP-versie, een Super Deluxe twee CD plus twee LP-versie met fotoboek en als digitale download (96k / 24-bit).
De Deluxe en Super Deluxe edities bevatten bonus nummers waaronder alternatieve opnames en de niet eerder uitgebrachte nummers, "Bathroom Sound", "Jennings Farm Blues" en "Key to the Highway/Trouble in Mind".

## Nummers

#### Originele uitgave 1970
1. Immigrant Song – 2:25 (Jimmy Page, Robert Plant)
2. Friends – 3:54 (Page, Plant)
3. Celebration Day – 3:29 (Page, Plant, John Paul Jones)
4. Since I've Been Loving You – 7:25 (Page, Plant, Jones)
5. Out on the Tiles – 4:07 (Page, Plant, John Bonham)
6. Gallows Pole – 4:56 (trad. arr. Page, Plant)
7. Tangerine – 3:10 (Page)
8. That's the Way – 5:37 (Page, Plant)
9. Bron-Y-Aur Stomp – 4:16 (Page, Plant, Jones)
10. Hats Off to (Roy) Harper – 3:42 (trad. arr. Charles Obscure)

#### Heruitgave 2014 Deluxe CD-versie bonus CD
1. The Immigrant Song (Alternatieve mix) – 2:25 (Page, Plant)
2. Friends (Backing track, zonder zang) – 3:43 (Page, Plant)
3. Celebration Day (Alternatieve mix) – 3:18 (Page, Plant, Jones)
4. Since I've Been Loving You (Ruwe mix van de eerste opname) – 7:16 (Page, Plant, Jones)
5. Bathroom Sound ("Out on the Tiles" zonder zang) – 4:00 (Page, Plant, Bonham)
6. Gallows Pole (Ruwe mix) – 5:17 (trad. arr. Page, Plant)
7. That's the Way (Ruwe mix met dulcimer en omgekeerde nagalm) – 5:22 (Page, Plant)
8. Jennings Farm Blues (Ruwe mix van "Bron-Y-Aur Stomp" met akoestische en elektrische gitaren) – 5:54 (Page, Plant, Jones)
9. Key to the Highway/Trouble in Mind (Ruwe mix) – 4:05 (Big Bill Broonzy, Charlie Segar, Richard M. Jones)

## Singles
| Jaar | Titel                                    | Lijst                 | Positie |
| ---- | ---------------------------------------- | --------------------- | ------- |
| 1970 | Bron-Y-Aur Stomp / Out on the Tiles      | Nederlandse Tipparade | 12      |
| 1971 | Immigrant Song / Hey, Hey, What Can I Do | Nederlandse Top 40    | 11      |

## Bezetting
- Jimmy Page - gitaar, pedal-steelguitar, banjo, achtergrondzang in "Tangerine", producer
- Robert Plant - zang
- John Paul Jones - basgitaar, hammondorgel, Moog-synthesizer, mandoline, contrabas in "Bron-Y-Aur Stomp", strijkers in "Friends"
- John Bonham - drums, percussie

## Productie en techniek
- Peter Grant - Uitvoerend producent
- Andy Johns - Geluidstechnicus
- Terry Manning - Geluidstechnicus
- Zacron (Richard Drew) - Albumhoes ontwerp